# Pioltello
Pioltello (Pioltèll in lingua milanese, AFI: [pjulˈtɛl]) è un comune italiano di 37 467 abitanti della città metropolitana di Milano in Lombardia.
Fa parte dell'hinterland est di Milano, nel territorio della Martesana.

## Geografia fisica
Situato a circa 6 chilometri ad est di Milano, il territorio è compreso tra la SP ex SS 11 Padana Superiore (a nord, situata tra Cernusco sul Naviglio e Cassina de' Pecchi) e la SP 14 Rivoltana (a sud, situata tra Rodano e Vignate) ed è disposto lungo l'asse nord sud, con una larghezza est ovest di un paio di chilometri. Questa conformazione a striscia lunga e stretta è frutto della storia della città, nata dalla fusione il 1º gennaio 1870 di due Comuni fino a quel momento indipendenti: Pioltello e Limito. Dall'epoca ad oggi il territorio compreso tra i due centri storici è stato quasi completamente urbanizzato, con la nascita del quartiere di Seggiano.
La striscia lunga e stretta è tagliata da diversi attraversamenti: la SP 103 Cassanese tra Pioltello e Vignate e la ferrovia Ferdinandea, sempre tra Limito e Vignate. Pioltello è inoltre capolinea della linea S6 del Servizio ferroviario suburbano di Milano.
A sud della SP 14 Rivoltana dagli anni '70 sorge il quartiere residenziale di San Felice prolungando verso sud la zona urbanizzata e portando quindi la Rivoltana all'interno del tessuto urbano della città anche se solo una minima parte (solo 2 strade) fa parte del comune di Pioltello. Negli ultimi anni, sempre a sud della SP 14 Rivoltana, si è sviluppato al confine con San Felice la nuova località Malaspina, che fino a pochi anni fa era sede solo del Liceo Scientifico Niccolò Machiavelli, mentre ora è diventato un nuovo e moderno centro residenziale ai margini del cosiddetto Bosco della Besozza (uno dei parchi cittadini). Dal 2009, in questa località è stata trasferita la sede italiana della multinazionale 3M, ubicata prima nella vicina San Felice.
Nonostante le vicissitudini subite da Pioltello, in particolare negli anni "60 e "70, con una fortissima crescita della popolazione e la nascita di quartieri residenziali di basso costo e bassa qualità, Pioltello presenta ancora oggi grandi superfici agricole e a verde, che la dividono da Milano e Segrate e l'avvicinano ai Comuni della Martesana, di cui fa geograficamente parte.

### Pioltello e i tre parchi
Dal 1999 Pioltello ha acquisito il titolo di città ed il motto con cui attualmente Pioltello si presenta è la città dei tre parchi, dove i tre parchi citati sono il Parco delle Cascine (definito con una delibera dalla ex Provincia di Milano PLIS: Parco Locale di Interesse Sovracomunale), il Parco di Trenzanesio (Villa Invernizzi) ed il Bosco della Besozza, quest'ultimo di proprietà comunale e sul quale sta sorgendo una delle foreste urbane finanziate dalla Regione Lombardia.

## Storia
Il primo documento che cita invece la moderna Pioltello ancora nella forma Plautellum risale al 1020: il luogo era infatti abitato da secoli, come testimoniato dalla scoperte nel 2009 di una piccola necropoli risalente al 300 d.C. in prossimità dell'attuale abitato di Seggiano. L'altro quartiere storico della città, Limito, è attestato dalla stessa fonte al 1071. Entrambe le località sono documentate senza interruzioni fino ad oggi.
Nel 1745 l'architetto Carlo Giuseppe Merlo diede avvio ai lavori per la facciata della parrocchiale di Sant'Andrea Apostolo, terminati nel 1753.
In epoca napoleonica Pioltello divenne capoluogo di un distretto comprendente una quarantina di Comuni della attuale Martesana.
Nel 1869 si ipotizzò la costituzione di una Grande Pioltello comprendente Briavacca, Limito, Rovagnasco, Rodano e Segrate, ma l'opposizione delle comunità locali portò ad un più moderato provvedimento definitivo che comportò unicamente l'annessione di Limito a far data dal 1º gennaio 1870.
Durante la dittatura fascista e durante la Seconda guerra mondiale, la città era sede dell’11 brigata Matteotti che estendeva la sua attività nella resistenza partigiana a Pioltello, Cernusco sul Naviglio, Carugate, Bussero e Pessano con Bornago. Ancora oggi vi è la sezione dell’ANPI.
Dal 2015 fa parte della Zona omogenea Adda Martesana della città metropolitana di Milano.

### Simboli

Lo stemma di Pioltello

Lo stemma del Comune di Pioltello rappresenta sia la sua posizione territoriale (est Milano) sia alcuni episodi della sua storia.
La prima sezione a sinistra presenta la croce rossa su fondo bianco, simbolo di Milano, a rappresentare la vicinanza di Pioltello al capoluogo.
Le quattro fasce verdi in campo dorato fanno riferimento allo stemma della illustre famiglia milanese dei Trivulzio (palato di oro e di verde) che, a partire dal 1499, era stata titolare del feudo di Melzo, di cui all'epoca Pioltello faceva parte. Un altro esempio di stemma comunale della zona che riporta i colori verde e oro dei Trivulzio è Cologno Monzese.
I gigli d'oro su fondo d'argento starebbero a ricordare il passaggio e lo stanziamento delle truppe francesi sul territorio di questo Comune.
La figura delle due spade incrociate alluderebbe, infine, a uno storico fatto d'armi avvenuto sul territorio di Pioltello nel 1259, quando le truppe milanesi si scontrarono con quelle comandate da Ezzelino III da Romano.
Il gonfalone è un drappo partito di giallo e di bianco.

## Società
La storia e l'urbanistica della città hanno favorito il senso di appartenenza ai quartieri, che territorialmente coincidono in buona sostanza con le parrocchie di San Giorgio (Limito), Sant'Andrea (Pioltello Vecchia), Maria Regina (Pioltello Nuova) e Beata Vergine Assunta (Seggiano).
La vita sociale di quartiere e cittadina è piuttosto sviluppata, grazie alla presenza di numerose associazioni sociali, culturali e sportive che sfiorano il centinaio. Da ricordare, per l'importanza del ruolo sociale svolto, la presenza sul territorio di scuole materne di ispirazione cattolica. In particolare la Scuola Materna Papa Giovanni XXIII presso la parrocchia Santa Maria Regina di Pioltello Nuova, la Scuola dell'Infanzia San Martino (1904), che sorge presso la Chiesa Vecchia di Limito e la Scuola dell'Infanzia Mons. Enrico Civilini già Antonio Gorra (1902), che sorge nel centro storico di Pioltello, entrambe le ultime attive da oltre cento anni.
Il tessuto sociale della città di Pioltello vede la presenza di numerosi immigrati, che costituiscono circa il 24% della popolazione. Al rione Satellite, il 30% dei bambini frequentanti le scuole materne ed elementari sono di origine straniera. La maggior parte degli immigrati risiede appunto nel rione Satellite, nel quartiere di Pioltello Nuova, e nel rione Piazza Garibaldi, nel quartiere di Seggiano. La presenza di una percentuale crescente di persone con usi e costumi diversi, in un contesto caratterizzato da marcata povertà, contribuisce a creare un clima di diffidenza e disagio nei quartieri dove tale presenza è più significativa. Le pubbliche amministrazioni hanno affrontato il fenomeno con iniziative come la Consulta interculturale, uno dei pochi esperimenti in zona di dialogo continuo tra le comunità straniere e la cittadinanza italiana.
A Pioltello si svolgono due feste principali, entrambe di recente istituzione:
- La Festa dello Sport (ex "Festa Cittadina"), nella prima settimana di giugno
- La Fiera di Santa Lucia, in dicembre
- La Festa Carovana dei 100 colori, a Maggio

Il patrono della città è Sant'Andrea (festeggiato il 30 novembre), patrono della parrocchia più antica. Si ricorda per motivi storici il Giubileo Mariano, che si svolge in Pioltello Vecchia ogni 25 anni, ininterrottamente dal 1780. Altra festa religiosa molto sentita è la processione de Lu Signuri di li Fasci che si svolge ogni venerdì santo a Seggiano, dove questa tradizione è stata portata dalla numerosa comunità originaria di Pietraperzia (Enna).
Dal 2003 è operativa una Pro Loco.

### Evoluzione demografica
- 900 nel 1751
- 1 314 nel 1771
- 1 400 nel 1805
- 1 471 nel 1809 dopo annessione di Trenzanesio e Limito
- 1 886 nel 1811 dopo annessione di Briavacca, Lucino e Rodano
- 1 821 nel 1853
- 1 881 nel 1861
- 2 896 nel 1871 dopo annessione di Limito

Abitanti censiti

### Etnie e minoranze straniere
Al 31 dicembre 2023 la popolazione straniera è di 9 328 persone, pari al 25,54% della popolazione; risultando quindi in termini percentuali  il secondo comune della città metropolitana con la più alta popolazione straniera dopo Baranzate, con il 33%.

## Cultura
Il panorama culturale di Pioltello è caratterizzato dalla presenza di alcune agenzie pubbliche, private e di volontariato, tra le quali si ricordano:
- la Civica Scuola di Musica
- la Biblioteca Comunale Alessandro Manzoni, parte del sistema bibliotecario CUBI
- il cinema multisala UCI Cinemas
- la M.A.F. Fonderia d'Arte, trasferitasi a Pioltello da qualche anno, autrice di opere in bronzo tra le quali una delle porte del Duomo di Milano ed intorno alla quale si è costituita una Associazione di artisti locali
- Trono del Silenzio, scultura in piazza Don Civilini dell'artista giapponese Kyoji Nagatani.[17]

### Cinema
Alcune parti dei film La vita agra (1964) di Carlo Lizzani e Delitto d'amore (1974) di Luigi Comencini furono girate a Pioltello.

## Monumenti e luoghi d’interesse

### Architetture religiose
La Chiesa di Sant’Andrea è sede di una parrocchia pluri-centenaria. 
La Chiesa di Maria Regina. 
La Cappella dell’Immacolata. 
La Chiesa della Beata Vergine Assunta. 
Il santuario mariano a Seggiano. 
La Chiesa di San Giorgio. 

## Economia
A Pioltello hanno la sede principale due grandi imprese: Esselunga (Via Giambologna 1) e la filiale italiana di 3M.

### Artigianato
Nel settore dell'artigianato è molto diffusa e rinomata la lavorazione del ferro battuto finalizzata agli edifici pubblici.